# Franklin Van Valkenburgh
Franklin Van Valkenburgh (Minneapolis, 5 aprile 1888 – Pearl Harbor, 7 dicembre 1941) è stato un militare e marinaio statunitense, comandante della nave da battaglia Arizona durante l'attacco di Pearl Harbor.  Insignito della Medal of Honor alla memoria.

## Biografia

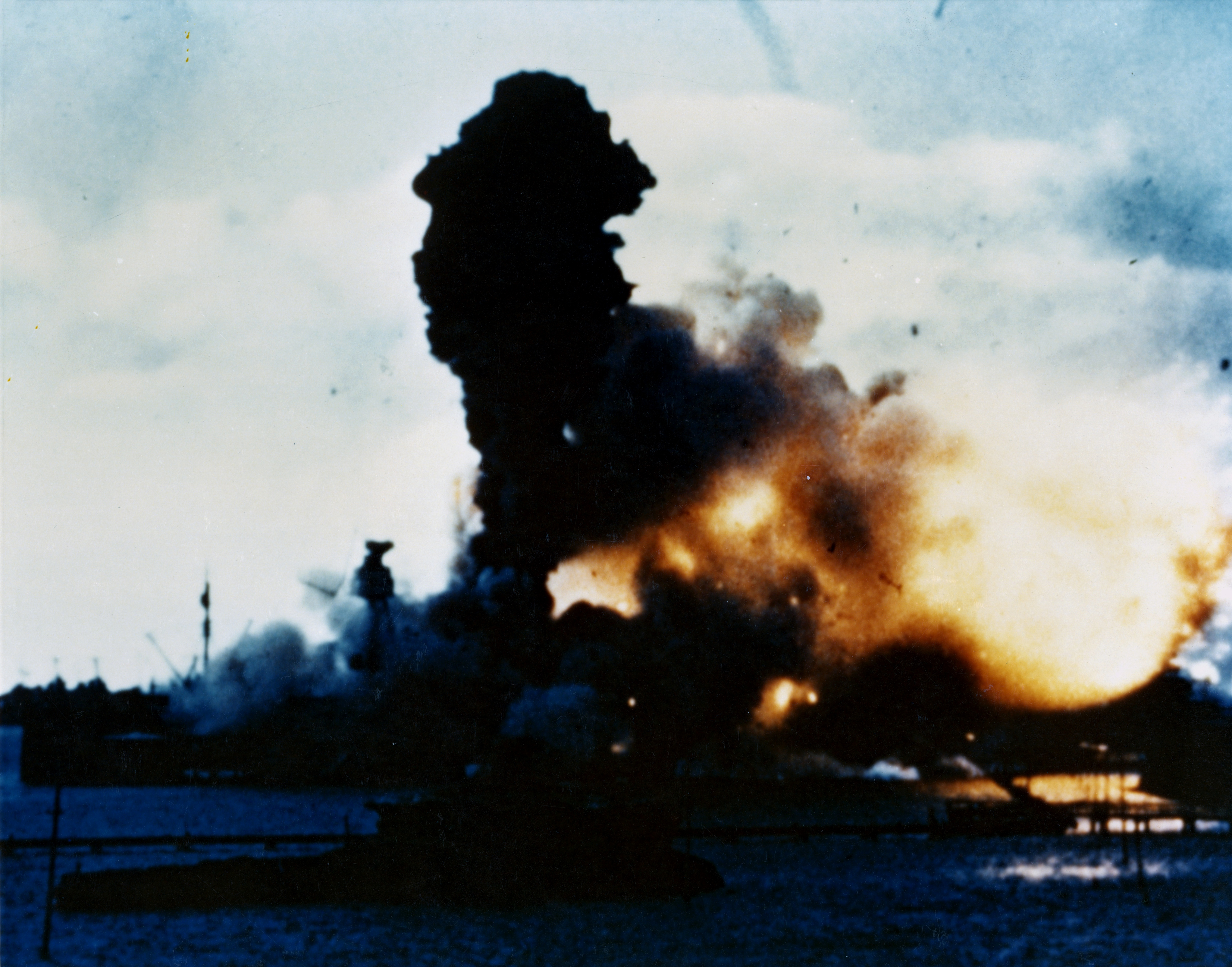
L'esplosione dei depositi munizioni di prora della Arizona.

Nacque a Minneapolis il 5 aprile 1888, figlio di Franklin. La famiglia si trasferì a Milwaukee quando era un bambino, e lì frequentò la Cass Elementary School per poi diplomarsi alla East Side High School, successivamente ribattezzata Riverside High School.
Arruolatosi nell'US Navy dal 15 settembre 1905 frequentò la United States Naval Academy di Annapolis uscendone con il grado di aspirante guardiamarina il 4 giugno 1909. 
Prestò quindi servizio sulla nave da battaglia Vermont e poi sulla South Carolina venendo nominato guardiamarina effettivo il 5 giugno 1911. Subito dopo, in viaggio verso l'Asiatic Squadron, si unì alla nave appoggio Rainbow a Olongapo, nelle isole Filippine, l'11 settembre. Fu poi assegnato alla cannoniera Pampanga come ufficiale esecutivo il 23 giugno 1914, per una breve missione nelle Filippine meridionali prima del suo sbarco il 4 agosto.
Dopo essere tornato negli Stati Uniti d'America, con il grado di sottotenente fu assegnato alla nave da battaglia Connecticut l'11 novembre. Dopo il lavoro post laurea in ingegneria del vapore presso l'Accademia navale nel settembre 1915, effettuò ulteriori studi in quel campo presso la Columbia University prima di essere assegnato alla Rhode Island il 2 marzo 1917. All'entrata degli Stati Uniti nella prima guerra mondiale prestava servizio come ufficiale di macchina della corazzata. Il successivo incarico temporaneo presso il New York Navy Yard fu preceduto dal suo primo incarico come istruttore presso l'Accademia Navale. Il 1 giugno 1920 prese servizio a bordo della Minnesota come ufficiale di macchina, e mantenne tale incarico fino a quando la corazzata fu radiata dal servizio nel novembre 1921.
Prestò nuovamente servizio come istruttore presso l'Accademia navale di Annapolis fino al 15 maggio 1925, prima di imbarcarsi sulla Maryland il 26 giugno.
Promosso comandante incaricato il 2 giugno 1927, mentre si trovava sulla Maryland, fu trasferito presso l'Ufficio del Capo delle operazioni navali il 21 maggio 1928, e vi prestò servizio durante le amministrazioni degli ammiragli Charles F. Hughes e William V. Pratt. Lasciato l'incarico il 28 giugno 1931, assunse il comando del cacciatorpediniere Talbot il 10 luglio e comandò il Destroyer Squadron 5 dal 31 marzo 1932.
Dopo aver frequentato il Naval War College a Newport, Rhode Island, e aver completato il corso avanzato nel maggio 1934, prestò poi servizio come ispettore del materiale navale presso il New York Navy Yard prima di riprendere il mare come comandante della nave appoggio cacciatorpediniere Melville dall'8 giugno 1936 all'11 giugno 1938. Promosso captain mentre era al comando della Melville, l 23 dicembre 1937, prestò servizio come ispettore del materiale per il 3º Distretto navale dal 6 agosto 1938 al 22 gennaio 1941.
Il 5 febbraio 1941 sostituì il capitano Harold C. Train come comandante della nave da battaglia Arizona recentemente rimodernata presso il cantiere navale di Puget Sound. La Arizona era stata la nave ammiraglia della Battleship Division 1 per il resto dell'anno, con base principalmente a Pearl Harbor e con due viaggi verso la costa occidentale degli USA.
Con il crescere della tensione con il Giappone egli diede impulso all'addestramento dell'equipaggio in vista di ogni possibile evenienza.
Il 4 dicembre, la corazzata salpò in compagnia delle similari Navada e Oklahoma per effettuare della esercitazioni notturne in superficie e, con l'uso dell'artiglieria, al termine delle quali ritornò indipendentemente alla base di Pearl Harbor il 6 per ormeggiare alla boa F-7 accanto alla nave appoggio Vestal vicino alla Ford Island.
Sia lui che il comandante della 1ª Battleship Division, il contrammiraglio Isaac Kidd, trascorsero a bordo il sabato sera successivo, 6 dicembre.  All'improvviso, poco prima delle 08:00 del 7 dicembre, gli aerei giapponesi iniziarono il loro attacco di Pearl Harbor. Il capitano Van Valkenburgh arrivò subito dalla sua cabina sul ponte di navigazione, dove iniziò immediatamente a dirigere la difesa della sua nave. Un quartiermastro gli chiese se volesse andare alla torre di comando, una posizione meno esposta in vista del mitragliamento giapponese, ma egli rifiutò categoricamente e continuò a presidiare un telefono.
All'improvviso una violentissima esplosione scosse la nave, gettando a terra i tre occupanti del ponte: il capitano Van Valkenburgh, un guardiamarina e il quartiermastro, e facendo esplodere completamente tutti i vetri delle finestre del ponte. Il guardiamarina riuscì a scappare, ma il capitano Van Valkenburgh e il quartiermastro non furono mai più visti. Un incendio continuo, alimentato dalle esplosioni della munizioni e dall'olio combustibile, infuriò per due giorni fino a spegnersi definitivamente il 9 dicembre. Nonostante un'accurata ricerca, il corpo del capitano Van Valkenburgh non fu mai ritrovato; tutto ciò che venne recuperato fu il suo anello di classe di Annapolis e due bottoni dell'uniforme.
Il capitano Van Valkenburgh fu insignito postumo della Medal of Honor.

### Annotazioni
1. ↑  Suo padre era un importante avvocato chiamato che prestò servizio come assistente procuratore della città di Milwaukee e procuratore degli Stati Uniti per il Wisconsin.
2. ↑  In una lettera a un parente, Faith Van Valkenburgh Vilas, datata 4 novembre 1941, il capitano Van Valkenburgh scriveva: Ci stiamo addestrando, preparando, manovrando, e facendo tutto il possibile per essere pronti. Il lavoro è intenso, continuo e attentamente pianificato. Non andiamo mai in mare senza essere completamente pronti a trasferirci a Singapore, se necessario, senza ulteriore preparazione. Non ci è permesso parlare fuori dalla nave della maggior parte del nostro lavoro. Ho trascorso dalle 16 alle 20 ore al giorno sul ponte di bordo per una settimana alla volta, poi una settimana di riposo, poi di nuovo.

### Fonti
1. 1 2 3 4 5 6 7 8 9 10 11 12 13 14 15 16 17 18 19 20 21 22 23 24  Naval Historical Center.
2. ↑  Keskinen, Stenman 2003, p. 67.
3. ↑  Naval Historical Center.
4. 1 2 3  Milwaukee Journal Sentinel.
5. 1 2  Destroyer History.
6. ↑  Delgado 1991, p. 46.
7. ↑  Delgado 1991, p. 47.